# Open d'Andalousie
L'Open d'Andalousie est un ancien tournoi professionnel de golf.

## Histoire
Le tournoi a été fondé en 2007 à la suite des changements de calendrier du PGA Tour, puis du  Tour Européen PGA. La date alors occupée par le Masters britannique étant libre, un nouveau tournoi a été créé. La dernière édition a eu lieu en 2012.
Le tournoi a été disputé sur l'Aloha Golf Club en 2007, 2008 et 2012. L'édition 2009 s'est tenue à Séville et les éditions 2010 et 2011 sur le parcours du Parador de Málaga Golf Club de Malaga.
Le nom Open de Andalucia avait déjà été porté auparavant par un autre tournoi, disputé entre 1992 et 2000.

## Palmarès
| année | Vainqueur        | Nationalité    | Score     | Second(s)                             |
| ----- | ---------------- | -------------- | --------- | ------------------------------------- |
| 2007  | Lee Westwood     | Angleterre     | 268 (-20) | Fredrik Andersson Hed, Phillip Archer |
| 2008  | Thomas Levet     | France         | 272 (-16) | Oliver Fisher                         |
| 2009  | Søren Kjeldsen   | Danemark       | 274 (-14) | David Drysdale                        |
| 2010  | Louis Oosthuizen | Afrique du Sud | 263 (-17) | Richard Finch                         |
| 2011  | Paul Lawrie      | Écosse         | 268 (-12) | Johan Edfors                          |
| 2012  | Julien Quesne    | France         | 271 (-17) | Matteo Manassero                      |